# Distretto di Huancui
Il distretto di Huancui (环翠区S, HuáncuìP) è un distretto della Cina, situato nella provincia dello Shandong e amministrato dalla prefettura di Weihai.